# 454 p.n.e.
| [ Edytuj tabelę ] |                                                                            |
| Władca Chin       | - 469 p.n.e. Zhendingwang 441 p.n.e.                                       |
| Król Epiru        | - 480 p.n.e. Admetos 450 p.n.e.                                            |
| Król Kartaginy    | - 480 p.n.e. Hannon 440 p.n.e.                                             |
| Król Macedonii    | - 498 p.n.e. Aleksander I 454 p.n.e. - 454 p.n.e. Alketas II 448 p.n.e.    |
| Władca Persji     | - 465 p.n.e. Artakserkses I 424 p.n.e.                                     |
| Król Sparty       | - 459 p.n.e. Plejstoanaks 409 p.n.e. - 469 p.n.e. Archidamos II 427 p.n.e. |
| Król Syngalezów   | - 474 p.n.e. Abhaya 454 p.n.e. - 454 p.n.e. Tissa 437 p.n.e.               |
| Król Tracji       | - 480 p.n.e. Teres I 445 p.n.e.                                            |

Rok 454 p.n.e.
stulecia: VI wiek p.n.e. ~
V wiek p.n.e. ~
IV wiek p.n.e.

lata: 464 p.n.e. «
458 p.n.e. «
457 p.n.e. «
456 p.n.e. «
455 p.n.e. «
454 p.n.e. »
453 p.n.e. »
452 p.n.e. »
451 p.n.e. »
450 p.n.e. »
444 p.n.e.

## Wydarzenia
- Perykles przeniósł skarbiec Związku Morskiego z wyspy Delos do Aten.
- I wojna peloponeska: Ateny i ich sojusznicy poniosły ciężką klęskę w Egipcie, wspierając tamtejsze powstanie przeciw Persom.

## Zmarli
- Aleksander I, król Macedonii – zamordowany
- Inaros, egipski powstaniec przeciw Persom – stracony